# 野島稔
野島 稔（のじま みのる、1945年5月23日 - 2022年5月9日）は、日本のピアニスト。東京音楽大学第12代学長。

## 人物・来歴
3歳からピアノを始め、桐朋学園大学で井口愛子に師事。幼少期より非凡な才能を発揮し「神童」として名を馳せた。1956年11月、第10回全日本学生音楽コンクールピアノ部門小学校の部第1位受賞。翌年、12歳の時に、当時の常任指揮者であったヴィルヘルム・ロイブナー率いるNHK交響楽団とハイドンのピアノ協奏曲第11番を共演し話題を呼んだ（主催：読売新聞社・1957年5月24日）。1959年11月、第13回全日本学生音楽コンクールピアノ部門中学校の部第1位受賞。1963年10月には、第32回日本音楽コンクール第1位大賞を受賞し、高校在学中であったこともあり各種メディアが注目し報じられた。1963年11月13日付の毎日新聞には「とび抜けた野島の技術」と題した記事に「ほかの部門とくらべても技術的にとび抜けており将来にもっとも大きな期待をかけることができる」（12面）という審査員のコメントが掲載されている。1964年5月31日には、NHKの音楽番組「音楽の歴史」において、極めて難度が高いとされるリストの超絶技巧練習曲第5番「鬼火」を演奏する姿が放映された。
1966年よりソビエト文化省の招きでモスクワ音楽院に留学し、レフ・オボーリンに入門。1968年12月、第13回海外派遣コンクール優勝。1969年、第3回ヴァン・クライバーン国際ピアノコンクール第2位受賞。ヴァン・クライバーン国際ピアノコンクールの予選会の演奏においては「ピアニストの中のピアニスト」と称された。1970年には、24歳にしてカーネギーホールでのデビューを果たし成功を収めた。アメリカでは、ニューヨークタイムズ誌が掲載した下記記事をはじめ、その卓越した表現力と技巧が各所で絶賛された。
This 26‐year‐old Japanese virtuoso, who did graduate study, so to speak, with Lev Oborin in Moscow for two years, has colossal talent that combines remarkable musicality with fantastic technique.（卓越した音楽性と素晴らしいテクニックを兼ね備えた、計り知れない才能の持ち主）

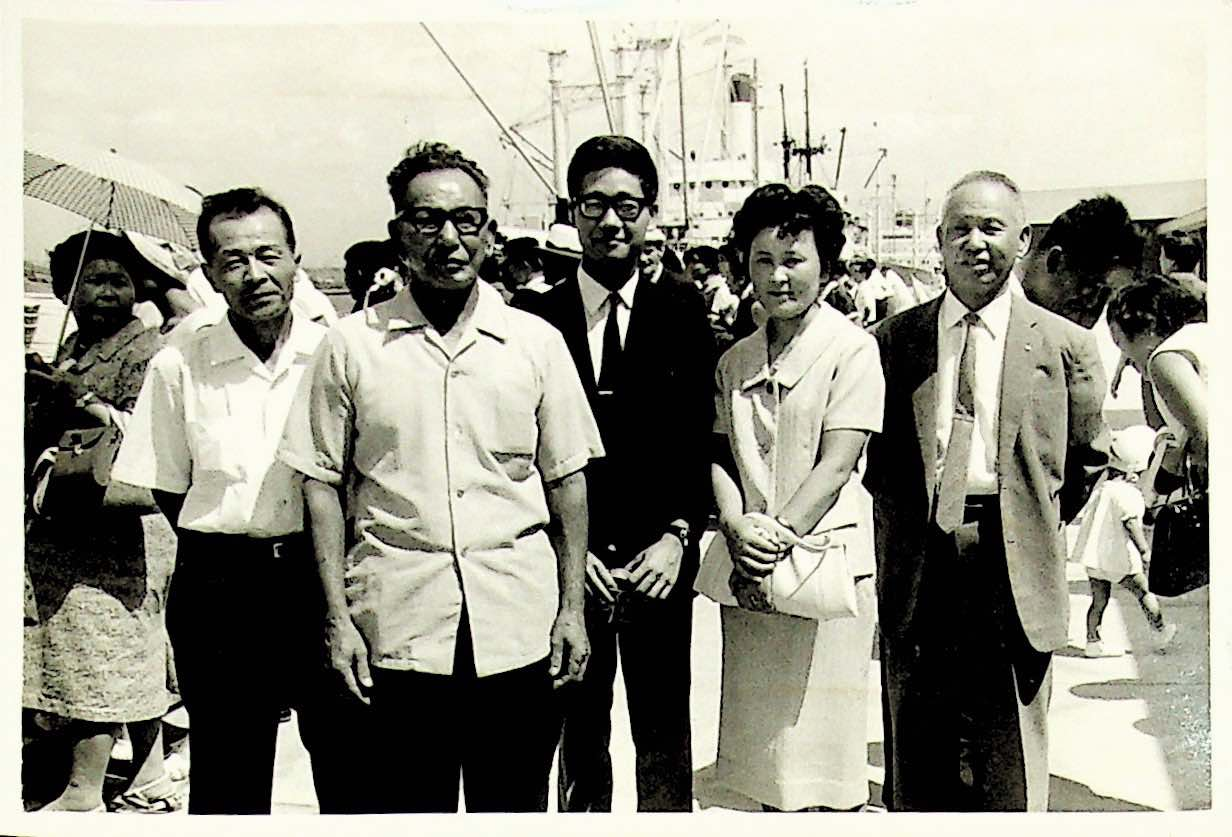
1968、一時帰国の際に港にて（写真中央が野島稔。右隣は陸軍獣医学校教官などを務めた獣医の野島文次郎。）

Sensational is the only word one could apply to his performance of Liszt's “Mephisto” Waltz, the concluding work in this recital. It may not be a great composition, but he made it sound like one. He did not make it just a vehicle for spectacular finger work. He made it shapely and sensible and found and projected every possible expressive nuance in it.（リサイタルの締めくくりには、リストのワルツ「メフィスト」が演奏された。その音楽には、「センセーショナル」という言葉しか当てはまらない。作品そのものは偉大な作品ではないかもしれないが、野島稔は、それを偉大な作品のように聴衆に聴かせた。彼の演奏は単に華麗な指使いを披露するだけのものではない。彼の演奏は、あらゆる芸術上のニュアンスを作品から見出し、形象的で理にかなったものとして卓越的に表現するものである。）

リサイタル・プログラム

音楽評論家の野村光一は、「国際的なさざし」と題した論評の中で「稀有のピアニストである。彼は演奏家としては、コンサート・ピアニストとしての必須の条件を具備した曲型的大物であり、日本人として珍しく国際的水準に達したものである。」と述べている。ピアニストのレフ・オボーリンは、「例外的な天分」と題し「彼は例外的な天分ある青年ピアニストである。輝かしい技巧、そして、素晴らしい音楽性。私は卓越したピアニストとしての大きな将来が彼を待っている、と考えるものである。」と評している。ピアニストの井口愛子は「人間性から発する音楽」と題し「稀有な存在とはかれのことである。これほど優れた資質と明晰な理解力と、純粋な精神をもっている青年を、わたくしはあまり知らない。強い意志のもとに磨かれた技巧は、絢爛としておのずからの輝きを示しているが、その音楽的な魅力は、その意味で、かれの人間性から発しているというべきであろう。」と記している。
以来、日本とアメリカを往復しながら自由な演奏活動を謳歌した。その間、ニューヨークにおいて、コンスタンス・キーンとエイブラム・チェイシンズのもとで研鑚を重ねた。1983年には、NHK交響楽団のヨーロッパツアーのソリストとしてチェコの国民的音楽祭プラハの春に出演し喝采を浴びた。
日本では「ピアノ界の宝」とも称され、その演奏は音楽CDとしても収録された。『NOJIMA PLAYS LIST』（1988・Reference Recordings）、『Nojima Plays Ravel」（1989・Reference Recordings）、『野島稔 ベートーヴェン・ライヴ』（2023・King International）、『野島稔の芸術』（2023・King International）の他に、『交響曲/松村禎三 作品選集I』（2009・カメラータ）、『現代日本の音楽名盤選13 ピアノ協奏曲集/松村禎三』（ビクターエンターテイメント）などにも収録され発表されている。
1981年と1985年にヴァン・クライバーン国際ピアノコンクールに審査員として招かれて以来、日本音楽コンクールをはじめ、国内外の数多くのコンクールで審査員に名を連ね、後進の育成にも力を注いだ。また、2011年からは東京音楽大学第12代学長を務め、研究と教育の側面からもクラシック界を牽引し、大きな足跡を残した。
2022年5月9日、東京都江東区の病院で逝去。

## 教育
仙台国際音楽コンクールのピアノ部門では審査委員長を務めた。また、2006年には横須賀芸術劇場において野島稔ピアノコンクールを創設し、自ら審査委員長を務め、後進の育成にも尽力した。中川真耶加、藤田真央をはじめ、数多くの門下生を世に送り出した。
2011年には東京音楽大学の学長（第12代）に就任し、亡くなるまでの11年間務めた。
没後、東京音楽大学ではその功績を称えた野島賞を設置し、国内外の学術研究または演奏活動において顕著な業績を挙げる若手人材を表彰している。

## 受賞歴
- 1956年11月　第10回全日本学生音楽コンクールピアノ部門小学校の部第1位
- 1959年11月　第13回全日本学生音楽コンクールピアノ部門中学校の部第1位
- 1963年10月　第32回日本音楽コンクールピアノ部門第1位・大賞
- 1968年12月　第13回海外派遣コンクール優勝
- 1969年10月　第3回ヴァン・クライバーン国際ピアノコンクール第2位
- 1992年          第12回有馬賞
- 2008年11月　第57回神奈川文化賞
- 2013年度       第70回日本芸術院賞

## 主な門下生
- 中川真耶加
- 藤田真央